# Archiargiolestes pusillissimus
Archiargiolestes pusillissimus – gatunek ważki z rodziny Argiolestidae.
Samce mają równomiernie zakrzywione górne przydatki analne tak, że przednia krawędź ich wewnętrznego zęba tworzy z bokami ciała kąt 45°.
Ważka ta jest endemitem południowo-zachodniej Australii, gdzie rozmnaża się w strumieniach i bagnach, także tych wysychających latem.